# Сант-Иларио-делло-Йонио
Сант-Иларио-делло-Йонио (итал. Sant'Ilario dello Ionio) — коммуна в Италии, располагается в регионе Калабрия, в провинции Реджо-Калабрия.
Население составляет 1371 человек (2008 г.), плотность населения составляет 105 чел./км². Занимает площадь 13 км². Почтовый индекс — 89040. Телефонный код — 0964.
Покровителем коммуны почитается святой Иларион Великий, празднование в последнее воскресение октября.

## Демография
Динамика населения:

## Администрация коммуны
- Официальный сайт: https://web.archive.org/web/20090421065411/http://www.comune.santilariodelloionio.rc.it/